# Aleksandra Jentysówna
Aleksandra Jentysówna, ps. „Janka” (ur. 2 lipca 1861 w Depułtyczach Królewskich koło Chełma, zm. 1920 w Rostowie nad Donem) – działaczka polskiego i rosyjskiego ruchu robotniczego, nauczycielka.

## Życiorys
Była córką Adama Jentysa (1818–1863), właściciela dóbr Sobieszczany, który dzierżawił majątek w Depułtyczach Kościelnych. Po ukończeniu edukacji pracowała jako nauczycielka matematyki w Aleksandryjsko-Maryjskim Instytucie Wychowania Panien w Warszawie.  
Była współzałożycielką i członkinią Komitetu Centralnego I Proletariatu. W 1883 została aresztowana i osadzona w Cytadeli Warszawskiej. W wyniku procesu w 1885 zesłana na Syberię. Tam poznała i poślubiła rosyjskiego adwokata Iwana Bułhakowa. Po zakończeniu wyroku w 1890 pozostała w Rosji, aktywnie uczestnicząc w ruchu robotniczym.

## Nawiązania w kulturze
Postać Aleksandry Jentysówny jest przedstawiona w filmie biograficznym o życiu Ludwika Waryńskiego Biały mazur 1979 oraz w sztuce Jana Koechera Sąd nieostateczny. O związku Jentysówny z Ludwikiem Waryńskim wspomina Dionizja Wawrzykowska-Wierciochowa w książce Z orlego gniazda.
Aleksandra Jentysówna została również przedstawiona w powieści historycznej Marii Jentys-Borelowskiej Z wyroku cara. Dziennik zesłanki (ISBN 978-83-942285-1-4).